# Emilie Loring
Emilie Baker Loring (5 de septiembre de 1864 - 13 de marzo de 1951) fue una escritora americana de romance en el siglo XX. Se inició en la escritura en 1914 cuando tenía 50 años y continuó hasta su muerte en 1951. Tras su muerte, su herencia fue administrada por sus hijos Selden y Robert Loring, que, basándose en el rico material que descubrieron, publicaron veinte libros más bajo su nombre hasta 1972. Estos libros fueron escritos anónimamente por Elinore Denniston.

## Biografía
Emilie Loring nació en Boston, Massachusetts en 1864, hija de George M. y Emilie Frances Baker. Su padre fue un dramaturgo y editor, mientras que su madre era ama de casa. Posteriormente se casó con Victor J. Loring, que fue un prestigioso abogado. Murió en Wellesley, su natal Massachusetts el 13 de marzo de 1951, con 84 años de edad. Al momento de su deceso, Loring había vendido más de un millón de copias de sus primeros treinta libros.
La hermana de Loring, Rachel Baker Gale, escribió una serie de obras de sufragio. Su hijo Selden también fue escritor, y sus dos trabajos más conocidos fueron Young Buckskin Spy (1954) y  Mighty Magic: An Almost-True Story of Pirates and Indians (1964).
Los escritos de Emilie Loring están alojados en el Department of Special Collections en Boston University, Mugar Memorial Library.

## Lista de libros publicados

### Como Emilie Loring
- 1939  Across the Years (Little, Brown)
- 1937   As Long As I Live (Penn)
- 1947  Beckoning Trails (Little, Brown)
- 1958	Behind the Cloud (Little, Brown)
- 1945	Beyond the Sound of Guns (Little, Brown)
- 1946	Bright Skies (Little, Brown)
- 1964	A Candle in Her Heart (Little, Brown)
- 1925	A Certain Crossroad (Penn)
- 1931	Fair Tomorrow (Penn)
- 1963	Follow Your Heart (Little, Brown)
- 1952	For All Your Life (Little, Brown)
- 1965	Forever and a Day (Little, Brown)
- 1971	Forsaking All Others (Little, Brown)
- 1928	Gay Courage (Penn)
- 1936	Give Me One Summer (Penn)
- 1924	Here Comes the Sun! (Penn)
- 1938	High of Heart (Little, Brown)
- 1933	Hilltops Clear (Penn)
- 1960	How Can the Heart Forget? (Little, Brown)
- 1948	I Hear Adventure Calling (Little, Brown)
- 1954	I Take This Man (Little, Brown)
- 1968	In Times Like These (Little, Brown)
- 1935   It's a Great World! (Penn)
- 1944	Keepers of the Faith (Little, Brown)
- 1967	A Key to Many Doors (Little, Brown)
- 1930	Lighted Windows (Penn)
- 1957	Look to the Stars (Little, Brown)
- 1949	Love Came Laughing By (Little, Brown)
- 1969	Love with Honor (Little, Brown)
- 1954	My Dearest Love (Little, Brown)
- 1970	No Time for Love (Little, Brown)
- 1942	Rainbow at Dusk (Little, Brown)
- 1955	The Shadow of Suspicion (Little, Brown)
- 1972	The Shining Years (Little, Brown)
- 1927	The Solitary Horseman (Penn)
- 1966	Spring Always Comes (Little, Brown)
- 1941	Stars in Your Eyes (Little, Brown)
- 1929	Swift Water (Penn)
- 1940	There Is Always Love (Little, Brown)
- 1962	Throw Wide the Door (Little, Brown)
- 1950	To Love and to Honor (Little, Brown)
- 1938	Today Is Yours (Little, Brown)
- 1922	The Trail of Conflict (Penn)
- 1932	Uncharted Seas (Penn)
- 1934	We Ride the Gale (Penn)
- 1956	What Then Is Love (Little, Brown)
- 1943	When Hearts are Light Again (Little, Brown)
- 1941	Where Beauty Dwells (Little, Brown)
- 1934   With Banners (Penn)
- 1955	With This Ring (Little, Brown)

#### Artículos
- "Box from Nixon's." Woman’s Home Companion, vol. 48, p. 9-10, mayo de 1921. For information on this periodical, see[3]
- "Glycerine tears." The Delineator, vol. 106, p. 8-9, marzo de 1925.

#### Juego
- Where's Peter? (Penn, 1928)

### Como Josephine Story

#### Libros
- For the comfort of the family; a vacation experiment (George H. Doran Company, 1914)
- The Mother in the Home (Pilgrim, 1917)

#### Artículos e historietas
- "Rush order for fancy dress."  St. Nicholas Magazine, Vol. 41, p. 977, septiembre de 1914.
- "Gossip; an endless chain."  St. Nicholas Magazine, Vol. 42, p. 508-9, abril de 1915.
- "The delicate art of being a mother-in-law."  Woman’s Home Companion, vol. 46, p. 100, junio de 1919.

## Libros, artículos y otras referencias a Emilie Loring
- Emilie Loring: A Twentieth Century Romanticist, de Dorothea Lawrance Mann.  Philadelphia: Penn Publishing Company, 1928.
- Something about the author: facts and pictures about authors and illustrators of books for young people, vol. 51, editado por Anne Commire.  Gale Research, 1988. pp. 103–104.
- Pitfalls for Readers of Fiction, por Hazel Sample.  Chicago: National Council of Teachers of English, [1940].  Disponible solo por venta at[4]
- Twentieth-century romance and gothic writers, editado por James Vinson.  Gale Research, 1982. pp. 443–445. ISBN 0-8103-0226-8
- Twentieth-century romance and historical writers, 2nd ed., editado por Lesley Henderson.  Chicago, St. James Press, 1990. pp. 406–407. ISBN 0-912289-97-X, 3rd Edition, edited by Aruna Vasudevan, St. James Press, 1994. ISBN 1-55862-180-6[5]
- American Novelists of Today, por Harry R. Warfel.  American Book, 1951. Greenwood Press Reprint, 1973. ISBN 0-8371-6235-1  Archivado el 17 de enero de 2009 en Wayback Machine.